# Epistrophe exul
Epistrophe exul är en tvåvingeart som först beskrevs av Charles Howard Curran 1928.  Epistrophe exul ingår i släktet brynblomflugor, och familjen blomflugor. Inga underarter finns listade i Catalogue of Life.